# Nathan Mayer Rothschild
|  | Per a altres significats, vegeu «Nathan Mayer Rothschild, 1r baró Rothschild». |

 Nathan Mayer Rothschild  (Frankfurt del Main, 16 de setembre de 1777 - 28 de juliol de 1836) fou un banquer i financer jueu resident a Londres. Entre 1798 i 1800 fou comerciant tèxtil en Manchester. El 1808 va fundar el banc N. M. Rothschild & Sons en Londres, que segueix operant avui en dia. Nathan va invertir en or, que va servir per finançar la campanya del Duc de Wellington a la guerra del Francès i la Setena Coalició.